# Steve Smith (músico)
Steve Elliott Smith (nascido em 21 de agosto de 1954 na cidade de  Whitman, Massachusetts) é um baterista estadunidense que trabalhou com uma centena de artistas em sua carreira, mas é mais conhecido por ser o baterista da banda de rock Journey nos anos em que a banda estava no auge do sucesso.